# Gunnarsnäs socken
Gunnarsnäs socken i Dalsland ingick i Nordals härad och området ingår sedan 1971 i Melleruds kommun och motsvarar från 2016 Gunnarsnäs distrikt.
Socknens areal är 29,15 kvadratkilometer varav 25,39 land. År 2000 fanns här 1 137 invånare. Ekholmens herrgård, en del av tätorten Dals Rostock samt  sockenkyrkan Gunnarsnäs kyrka ligger i socknen.   

## Administrativ historik
Socknen har medeltida ursprung. 
Vid kommunreformen 1862 övergick socknens ansvar för de kyrkliga frågorna till Gunnarsnäs församling och för de borgerliga frågorna bildades Gunnarsnäs landskommun. Landskommunen uppgick 1952 i Kroppefjälls landskommun som 1969 uppgick i Melleruds köping som 1971 ombildades till Melleruds kommun. Församlingen uppgick 2010 i Örs församling.

1 januari 2016 inrättades distriktet Gunnarsnäs, med samma omfattning som församlingen hade 1999/2000.  
Socknen har tillhört län, fögderier, tingslag och domsagor enligt vad som beskrivs i artikeln Nordals härad. De indelta soldaterna tillhörde Västgöta-Dals regemente och Sundals kompani.

## Geografi
Gunnarsnäs socken ligger nordväst om Mellerud med Kroppefjäll i väster. Socknen har slättbygd på Dalboslätten och kuperad skogsbygd i väster.

## Fornlämningar
Från järnåldern finns ett gravfält, stensättningar och domarringar.

## Namnet
Namnet skrevs 1531 Gunnarssnäss och kommer från en bebyggelse vid kyrkan. Namnet innehåller mansnamnet Gunnar och näs syftande på ett markerat näs i sjön Kolungen.

## Befolkningsutveckling
| Befolkningsutvecklingen i Gunnarsnäs socken 1810–1990                                                   | Befolkningsutvecklingen i Gunnarsnäs socken 1810–1990 | Befolkningsutvecklingen i Gunnarsnäs socken 1810–1990 | Befolkningsutvecklingen i Gunnarsnäs socken 1810–1990 | Befolkningsutvecklingen i Gunnarsnäs socken 1810–1990 |
| --- | ----------------------------------------------------- | ----------------------------------------------------- | ----------------------------------------------------- | ----------------------------------------------------- |
| |                                                       |                                                       |                                                       |                                                       |
| År |                                                       |                                                       | Folkmängd                                             |                                                       |
| 1810 | 1810                                                  |                                                       | 552                                                   |                                                       |
| 1820 | 1820                                                  |                                                       | 661                                                   |                                                       |
| 1830 | 1830                                                  |                                                       | 642                                                   |                                                       |
| 1840 | 1840                                                  |                                                       | 776                                                   |                                                       |
| 1850 | 1850                                                  |                                                       | 907                                                   |                                                       |
| 1860 | 1860                                                  |                                                       | 997                                                   |                                                       |
| 1870 | 1870                                                  |                                                       | 1 072                                                 |                                                       |
| 1880 | 1880                                                  |                                                       | 1 003                                                 |                                                       |
| 1890 | 1890                                                  |                                                       | 899                                                   |                                                       |
| 1900 | 1900                                                  |                                                       | 847                                                   |                                                       |
| 1910 | 1910                                                  |                                                       | 751                                                   |                                                       |
| 1920 | 1920                                                  |                                                       | 836                                                   |                                                       |
| 1930 | 1930                                                  |                                                       | 1 046                                                 |                                                       |
| 1940 | 1940                                                  |                                                       | 1 035                                                 |                                                       |
| 1950 | 1950                                                  |                                                       | 1 125                                                 |                                                       |
| 1960 | 1960                                                  |                                                       | 968                                                   |                                                       |
| 1970 | 1970                                                  |                                                       | 955                                                   |                                                       |
| 1980 | 1980                                                  |                                                       | 1 122                                                 |                                                       |
| 1990 | 1990                                                  |                                                       | 1 129                                                 |                                                       |
| Anm: Källor: Umeå universitet - Tabellverket 1749-1859, Demografiska databasen, CEDAR, Umeå universitet |                                                       |                                                       |                                                       |                                                       |